# Померанське герцогство
Померанське герцогство (лат. Ducatus Pomeraniae, нім. Herzogtum Pommern) або Поморське князівство (пол. Księstwo Pomorskie) — сучасний термін, прийнятий істориками для позначення території заселеної поморянами, що перебувала під владою місцевої слов'янської династії Грифичів (Грайфенів, Гріфітів) з XII до XVII століття, зі змінюваними зовнішніми та внутрішніми кордонами в межах історичної області Померанії на південному узбережжі Балтійського моря.
Сьогодні землі колишнього герцогства входять до складу федеральної землі Мекленбург-Передня Померанія в Німеччині і Західнопоморського та Поморського воєводств у Польщі.

## Історія
На території Померанії утворилось декілька удільних князівств, з неодноразово змінюючимися межами і суверенами, що належали до династії Грифичів (Грайфенів). До титулу помісного князя (герцога), крім вказівки на приналежність до Померанського дому, як правило, додавалася назва території, якою управляв: Східного або Західного Помор'я, а також окремих державних утворень:
- Герцогство Померанія-Димін (1160—1264)
- Герцогство Померанія-Щецин (1160—1264/1295 — 1523, 1532 — 1637)
- Герцогство Померанія-Щецинек (1368—1390)
- Герцогство Померанія-Вольгаст (1295—1478, 1532 — 1637)
- Герцогство Померанія-Вольгаст-Слупське (1532—1625)
- Герцогство Померанія-Слупськ[ru] (1210/1368 — 1478)
- Герцогство Померанія-Славно (1190—1238)
- Герцогство Померанія-Старгард (1377—1478)
- Герцогство Померанія-Дарлово (1569—1625)
- Герцогство Померанія-Барт (1372—1478, 1569—1625)
- Герцогство Померанія-Руян (1569—1620)

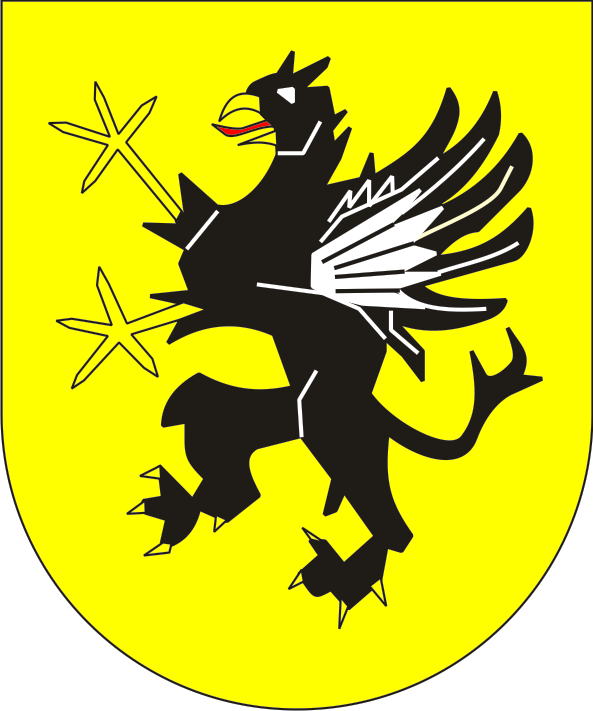
Герб герцогів Померанія-Барт
Герб князів Руяна

У 1140 р. на території герцогства Померанія було засновано Камінське єпископство. Катедра єпископа перебувала з 1140 р. до 1150/1155 року в м. Волині, потім тимчасово в абатстві Гробе в Узедомі, і, нарешті, з 1178 року в м. Каміні (Камені). Під час Реформації, єпископство було секуляризоване. У 1556 р. за часів герцога Яна Фредеріка I землі єпископства відійшли до представників Померанського дому, які володіли ними до смерті останнього правителя з династії Грифичів. У 1325 р. до складу герцогства увійшло Рюгенське князівство (Руян), на території якого знаходилися єпископства Шверін (землі на материку) і Роскільде (острова).

### Заснування герцогства

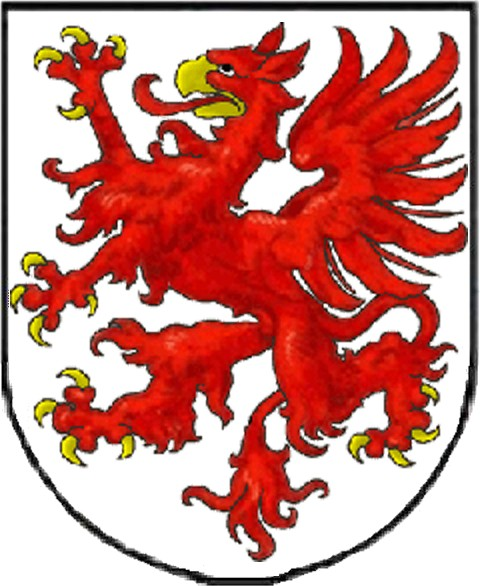
Герб герцогів Померанії

Близько 995 року Болеслав I Хоробрий, князь Польщі спробував підкорити землі на схід від р. Одри. У 1005—1013 роках після війни з Польщею Померанія здобула державний суверенітет. Ранні спроби християнізації регіону не вдалися. Розпочатий в 1042 р. конфлікт князя Земомисла Померанського з Казимиром I, князем Польщі, був врегульований 1046 р. імператором Генріхом III під час влаштованих ним переговорів ворогуючих сторін. Близько 1100 р. в літописах згадуються кілька князів Померанії, однак простежити їх генеалогічні зв'язки неможливо. Історичний родовід герцогів Померанії, складений в XVI-XVII століттях, хоча і згадує їх легендарного предка, князя Свантибора, але не позначає чітко його фактичного кровного споріднення з наступними поколіннями. Те ж саме спостерігається в інших джерелах початку XII століття, переважно це польські хроніки, в яких йдеться про герцогів Померанії. Таким чином, брати Вартислав I і Ратибор I сьогодні одноголосно визнані істориками першими герцогами Померанії і засновниками Померанского дому.
У 1121 р. при герцогові Вартиславі I, Болеслав III Кривовустий, князь Польщі, бажаючи закріпити свій вплив у Померанії, відправив на землі герцогства християнських місіонерів, але ця місія успіху не мала. У травні 1124 р. на прохання того ж князя, на місію в Померанію вирушив єпископ Отто Бамберзький. Його проповідь в Пириці, Волині і Камені навернула до християнства велику частину місцевого населення і весь благородний стан, за що церковними істориками йому присвоєно звання «апостола народу Померанії». У лютому 1125 р. завершив свою першу місію. Під час другої місії 1128 р. Отто Бамберзький проповідував в м. Диміні і м. Узедомі. Після смерті герцога Вартислава I, наприкінці XII століття землі герцогства були поділені між двома його синами, Казимиром I і Богуславом I, таким чином, утворили герцогства Померанія-Димін і Померанія-Щецин. Богуслав I у 1181 р. в Любеку став імперським князем з титулом «герцог слов'янський», але вже в 1185 р. він був змушений визнати васальну залежність від правителів Данії, від якої герцоги Померанії позбулися в 1227 р. після битви під Борнгеведом. Знову імперськими князями герцоги Померанії стали в 1231 р. під час боротьби між маркграфами Бранденбургу з династії Асканіїв та імператором Фрідріхом II. Під цим статусом вони згадуються в договорах в Кремені (в 1236) і Ландині (в 1250). У той же час до складу герцогства були включені великі землі, в тому числі Старгард і Укрмарк.

### Герцогство Померанія-Димін
Засноване в 1170 р. Першим герцогом Померанія-Димін був Казимир I, син Вартислава I. Але зі смертю 17 травня 1264 р. Вартислава III, онука Богуслава I, герцогство припинило своє існування. При цьому ж герцогові в 1236 р. герцогство втратило землі на захід від Диміна: Цірціпанія відійшла до правителів Мекленбургу, Старгард і Мекленбург-Стреліц до правителів Бранденбургу. До цього ж часу відноситься початок активного розселення на території герцогства германців і придбання ними правового статусу.

### Герцогство Померанія-Щецин

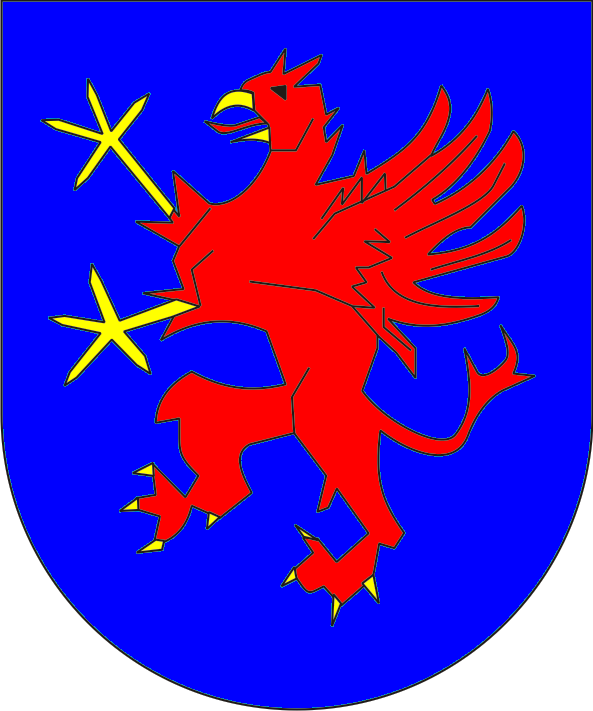
Герб герцогів Померанія-Щецин

Засноване в 1170 р. Першим герцогом Померанія-Штетин був Богуслав I, одружений з принцесою Анастасією Польською, дочкою Мешко III. Його онук герцог Барнім I Добрий у 1264 р. успадкував також титул герцога Померанії-Диміну і сприяв розселенню германців на території герцогства. При ньому в багатьох містах Померанії було прийнято самоврядування. За договором у Ландині від 1250 р. до складу герцогства увійшов Уккермарк, що до цього належала Бранденбургу; у 1248 р. - відібрали у Польщі Любуську землю.
Сини Барніма I Богуслав IV (від першого шлюбу), і Отон I (від другого шлюбу), після передчасної кончини свого брата герцога Барніма II в 1295 р., розділили землі герцогства ще раз. Так, утворилися герцогство Померанія-Вольгаст під керуванням Богуслава IV і герцогство Померанія-Щецин під керуванням Отона I.

### Герцогство Померанія-Вольгаст

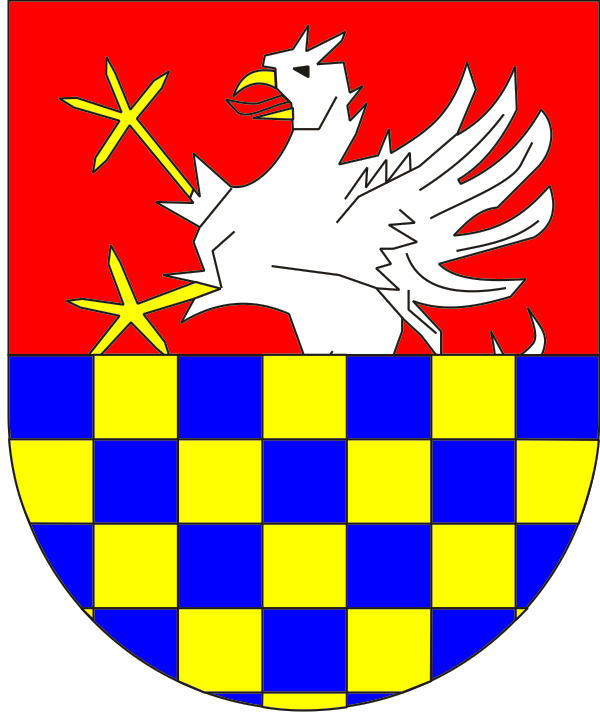
Герб герцогов Померанія-Вольгаст

Засноване в 1295 р. Першим герцогом був Богуслав IV. Його син Вартислав IV в 1317 р. приєднав до герцогства землі Слупськ-Славно, що залишилися після занепаду в 1295 р. герцогства Самбірського. У 1325 р., після смерті Віслава III, князя Руяна, останнього представника династії Віславидів, територія князівства також увійшла до складу герцогства Померанія-Вольгаст.
З 1368 р. до 1372 р. герцогство було розділене на Східну Померанію під керуванням Богуслава V і Західну Померанію під керуванням Барніма IV. У 1372 р. обидві частини були об'єднані під управлінням Вартислава V.
У 1456 р. герцоги заснували Грайфсвальдський університет. Від 1478 р. до 1523 р. герцогство втратило автономний статус, його землі знаходилося під управлінням Богуслава X Великого, герцога Померанії. Але вже в 1523 р. воно було відновлено в колишніх межах. У 1534 р. на території герцогства проповідував Йоган Бугенхаген, відомий діяч Реформації.

### Герцогство Померанія-Штольпе

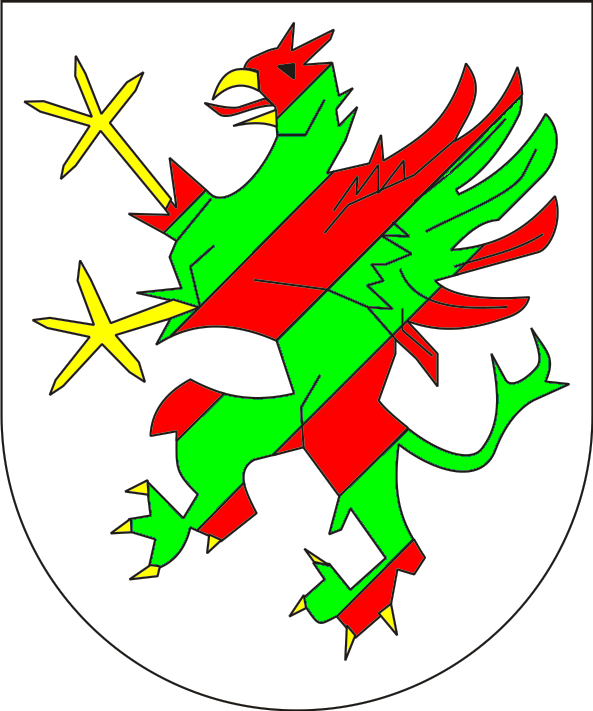
Герб герцогів Померанія-Слупськ

Засноване 15 травня 1368 р. за договором в Анкламі, що 8 травня 1372 р. було підтверджено договором в Старгарді. Першим герцогом був Богуслав V (помер у 1374). Його успадкували сини, Казимир IV (помер у 1377), Барнім V і Богуслав VIII (помер у 1418), після смерті якого цим герцогством Померанія-Слупськ управляла його вдова, принцеса Софія Гольштейнська (донька Генріха II Залізного), котра до 1425 р. була регентом при неповнолітньому синові, герцогові Богуславі IX. В 1446 р. це герцогство Померанія-Штольпе перейшло під управління Еріка VII, короля Данії, Норвегії та Швеції, який правив герцогством під ім'ям Еріка I. Після його смерті герцогство перейшло до Еріка II, герцога Померанії-Вольгаст, чий син Богуслав X Великий, об'єднав всі помісні герцогства під своєю владою та став єдиним герцогом Померанії.

## Скасування герцогства
Під час Тридцятилітньої війни в 1630 році Померанія перебувала під окупацією Швеції. Зі смертю в 1637 р. бездітного Богуслава XIV, останнього герцога з династії Грифичів, герцогство припинило своє існування. За Грімницьким договором від 1529 р., титул і землі герцогів Померанії, в разі припинення династії, переходили до курфюрстів Бранденбургу. Але в 1648 р. за Вестфальським договором контроль над землями герцогства був поділений між Бранденбург-Пруссією (Померанія) і Шведським королівством, за яким залишився контроль над територією Рюгенського князівства (Шведська Померанія). Остаточний поділ відбувся за Штетинським договором у 1653 р.. За Віденським договором 1815 р. вся територія колишнього герцогства увійшла до складу королівства Пруссії і стала однією з її провінцій, що проіснувала до 1945 року.

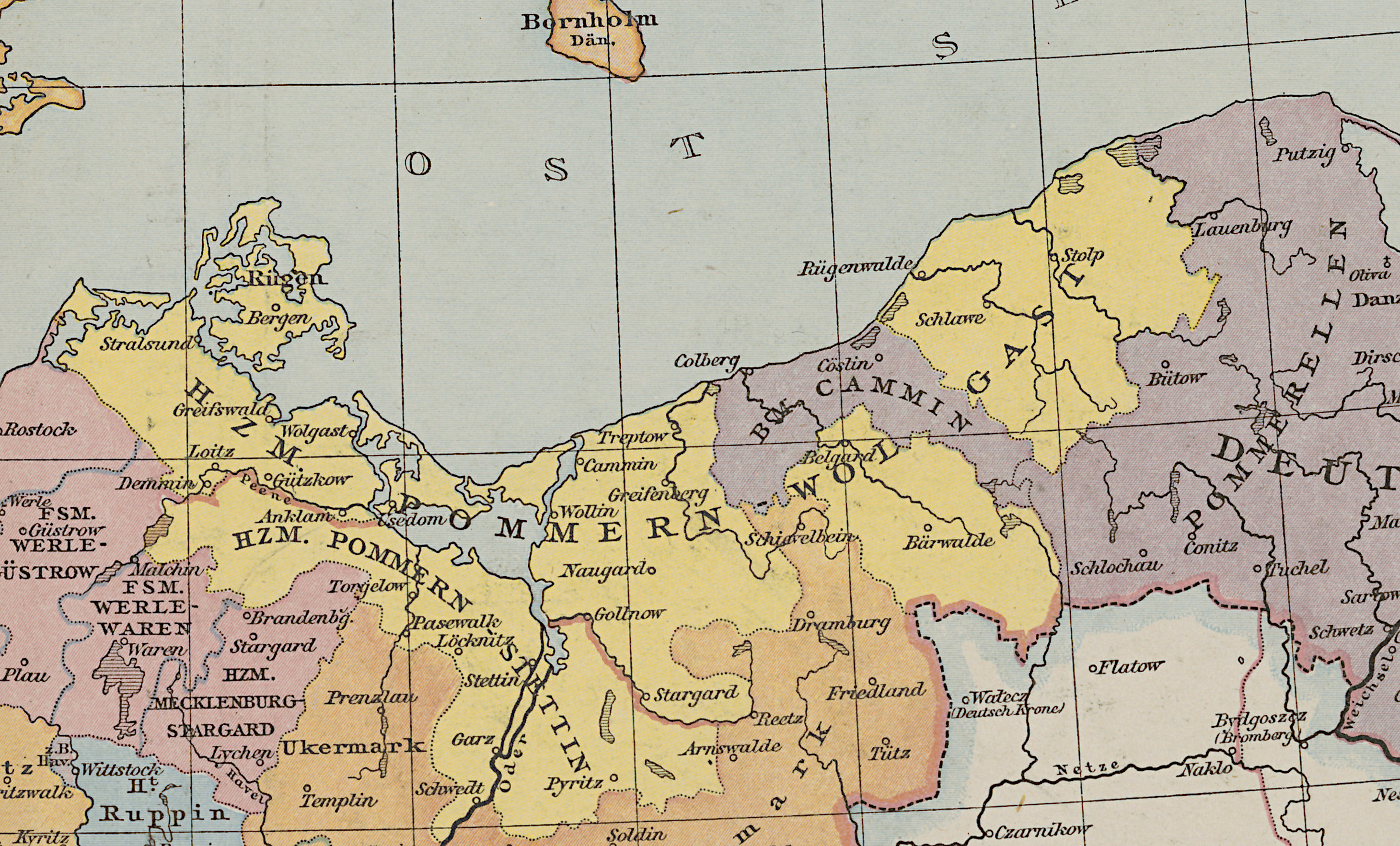
Герцогства Померанія-Штетин і Померанія-Вольгаст у 1400 р.
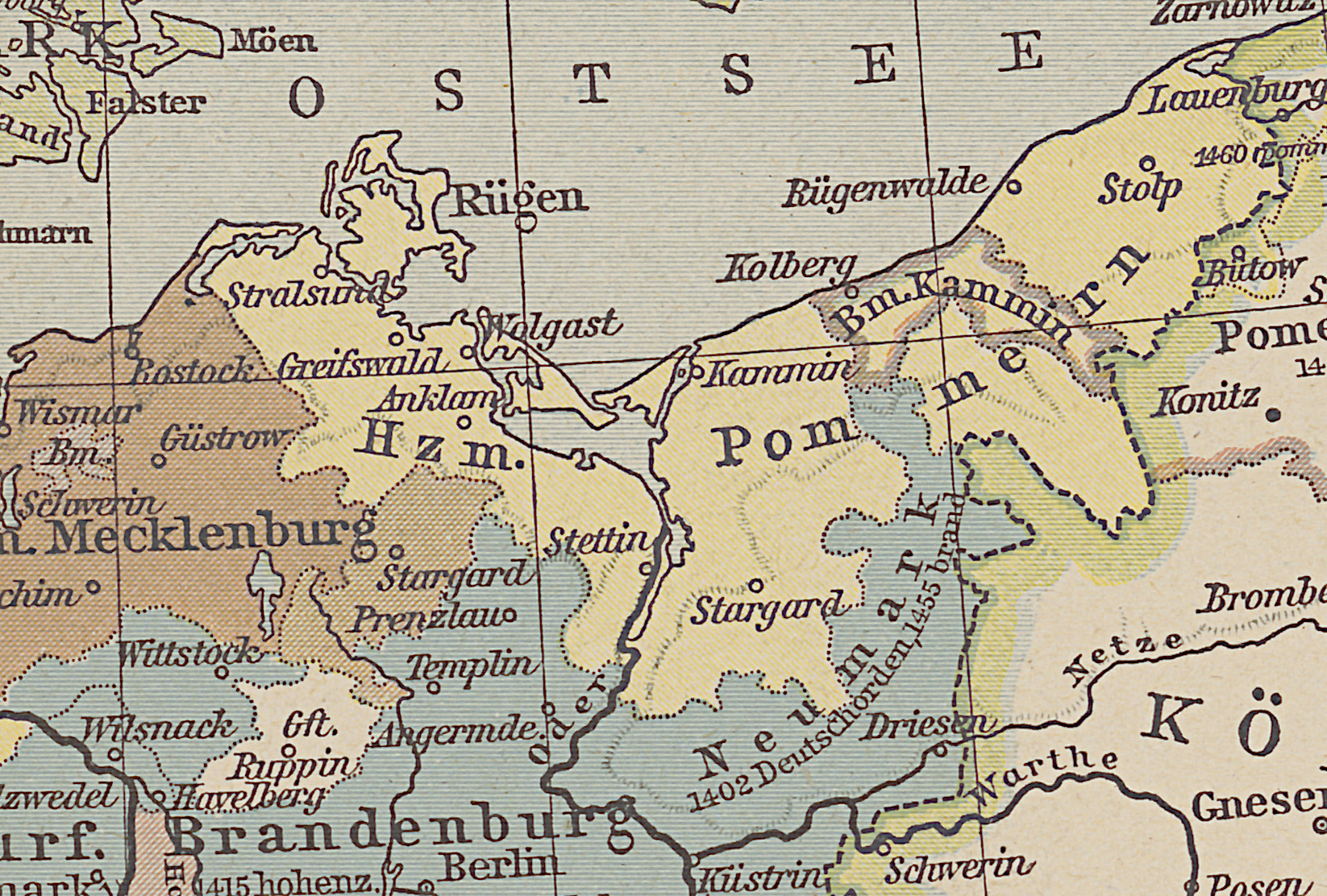
Померанія в 1477 р.